# 除目
除目（じもく）とは、平安時代中期以降、京官、外官の諸官を任命すること。またその儀式自体である宮中の年中行事を指し、任官した者を列記した帳簿そのものを指す（除書ともいう）。「除」は前官を除いて新官を任ずる意味で、「目」は目録に記すことを意味する。
任命の儀式は、年中恒例の行事で通常、春と秋の年2回行われ、春の除目、秋の除目という。その他に小規模な臨時の除目も随時行われた。除目の儀は、行事を通じて、例えば紙の折り方や墨の磨り方にいたるまで、非常に細かい作法が決められた儀式であった。
官名をつけて1人ずつ呼ぶことを「召名」（めしな）といい、これに対し、呼ばれた者は「オウ」と答え、これを「称唯」（いしょう）という。

## 除目の種類
- 春の除目

諸国の国司など地方官である外官を任命した。毎年、正月11日からの三夜、公卿が清涼殿の御前に集まり、任命の審議、評定を行った。任命は位の低い官から始まり日を追って高官に進むのが順序であった。天皇の御料地である県の官人を任す意味から県召の除目（あがためしのじもく）ともいい、中央官以外の官を任じるため外官の除目ともいう。
- 秋の除目

在京諸官庁の大臣を除く官吏を任命するのを主とした。一部の地方官の任命も行った。古くは春に行われていたが、平安中期から、秋（旧暦8月）に行われるようになった。官吏を任命することから、司召の除目（つかさめしのじもく）ともいう。また、在京の官を任じるので京官の除目、外官の除目の対として内官の除目ともいう。
- 追儺召の除目

12月晦日の追儺の儀式の時に行われる除目。春の県召の除目、秋の司召の除目に漏れた人を任じた。追儺の除目ともいう。
- 小除目

定例の春秋の除目のほかに臨時に行われた小規模の除目をいう。臨時の除目ともいう。
- 一分召の除目

式部省が諸国の史生、国博士、国医師などの一分の官を任命する除目。一分召ともいう。
- 兼官の除目

任大臣の節会後、兼帯すべき官（1人で2つの官を持つこと）を定める臨時の除目。
- 女官の除目

後宮十二司等に仕える女性官人の除目。女官除目とも。
- 祭りの除目

賀茂祭（賀茂御祖神社例祭）に際して、供奉官などを任ずる臨時の除目。
- 坊官除目

立太子式の役人を任命する除目。
- 宮司除目

立后等のとき皇后、中宮に関する官人を任命する除目。

## 文学作品
- 清少納言『枕草子』第23段「すさまじきもの」
「すさまじきもの（興ざめなもの）」として「除目に司得ぬ人の家」を挙げるが、このとき除目時の任官を待つ家（そして、任官がならなかった家）の生き生きとした描写がある。